# Afromelittodes solis
Afromelittodes solis är en tvåvingeart som beskrevs av H. Oldroyd och Heinrich Wilhelm Eduard van Bruggen 1963. Afromelittodes solis ingår i släktet Afromelittodes och familjen rovflugor. Inga underarter finns listade i Catalogue of Life.